# مايك كوك
مايك كوك (بالإنجليزية: Mike Cook)‏ (18 أكتوبر 1968 في المملكة المتحدة - ) هو مدرب كرة قدم ولاعب كرة قدم بريطاني في مركز الوسط. لعب مع كامبريدج يونايتد وكوفنتري سيتي وويكمب وندررز ونادي يورك سيتي ووولفرهامبتون واندررز ونادي كوربي تاون.

## وصلات خارجية
- مايك كوك على موقع قاعدة بيانات كرة القدم.إي يو (الإنجليزية)